# Юлгушов, Энвер Умярович
Энвер Умярович Юлгушов (25 июня 1938, Ростов-на-Дону — 20 апреля 2022) — советский футболист и российский футбольный тренер. Заслуженный тренер РСФСР.

## Биография
Родился в 1938 году в Ростове-на-Дону. С детства увлекался футболом, занимался в спортивной секции «Динамо», в которую прошёл отбор в 1951 году, первый тренер — Сергей Христофорович Домбазов. Окончил факультет физвоспитания Ростовского государственного педагогического института. В 1956 году, после опалы на курируемые НКВД клубы, с рядом ведущих футболистов перебрался в ростовское «Торпедо», через год переименованное в «Ростсельмаш». В 1959 году по указу обкома партии был переведён в команду СКВО. Позже вернулся в «Ростсельмаш».
После завершения карьеры игрока стал тренером. С 1975 по 1987 год входил в тренерский штаб «Ростсельмаша», в 1987 году возглавил таганрогское «Торпедо», а в 1990 году был приглашён в «Ростсельмаш» на должность главного тренера, в 1991 году вместе с клубом занял 4-е место в Первой лиге первенства СССР (не проиграв по ходу сезона ни одной домашней встречи), что позволило клубу уже следующий сезон начать в элитном дивизионе только что образованного чемпионата России. Возглавлял «Ростсельмаш» до 1995 года, уступив место Сергею Андрееву. В 1997—1999 годах тренировал астраханский «Волгарь».
С начала 2000-х работал в структуре ФК «Ростов», занимал различные должности в системе подготовки молодых футболистов.
Скончался 20 апреля 2022 года на 84-м году жизни.